# Амфиполски военен декрет
Амфиполският военен декрет (на гръцки: Στρατιωτικό Διάγραµµα της Αµφίπολης) е древномакедонски гръцки надпис на два мраморни блока. Декретът е издаден около 200 година пр. Хр. в античния град Амфиполис и е списък с правила за поведение на древномакедонската армия.

## Текст
| „ | τοὺς μὴ φέροντας τι τῶν καθηκόντων αὐτοῖς ὅπλων ζημιούτωσαν κατά τα γεγραμμένα· κοτθύβου ὀβολοὺς δύο, κώνου τὸ ἴσον, σαρίσης ὀβολοὺς τρεῖς, μαχαίρας τὸ ἴσον, κνημίδων ὀβολοὺς δύο, ἀσπίδος δραχμήν. Ἑπὶ δὲ τῶν ἡγεμόνων τῶν τε δεδηλωμένων ὅπλων τὸ διπλοῦν καὶ θώρακος δραχμὰς δύο, ἡμιθωρακίου δραχμήν. Λαμβανέτωσαν δὲ τὴν ζημίαν οἱ γραμματεῖς καὶ οἱ ἀρχυ[πηρέτ]αι, παραδείξαντες τῶι βασιλεῖ τοὺς ἠθετηκότας | “ |

| „ | тези, които не носят оръжието си правилно се глобяват според следните разпореждания: за котибос два обола, същите пари за коноса, три обола за сарисата, същите пари за махейрата, за книмидите – два обола, за асписа - една драхма. При хегемоните (офицерите), двойно количество за споменатите оръжия, две драхми за торакса, една драхма за хемиторакиона. Писарите и архиперетите ще налагат глобата, след като посочват провинилите се на базилевса. | “ |

## Библиогафия
- Hatzopoulos, M. L'organisation de l’armée macédonienne sous les Antigonides. Problèmes anciens et documents nouveaux.   Athènes, 2001. с. 153 – 160.
- Hatzopoulos, M. Macedonian institutions under the kings, Volume I-II.   Athens, 1996. с. 23 – 46, n. 4 – 22.